# Isla Vista
Isla Vista é uma Região censo-designada localizada no estado americano da Califórnia, no Condado de Santa Bárbara. A maior parte dos residentes de Isla Vista são estudantes da Universidade da Califórnia em Santa Bárbara, cujo campus se localiza a leste da região.

## Demografia
Segundo o censo americano de 2010, a sua população era de 23.096 habitantes. Por sua localização próxima ao campus da Universidade da Califórnia em Santa Barbara, Isla Vista é predominantemente uma comunidade universitária e sua população é, em sua maioria, composta por jovens: 94,5% dos habitantes têm idades entre 18 e 65 anos.

## Geografia
De acordo com o United States Census Bureau tem uma área de 5,7 km², dos quais 5,5 km² cobertos por terra e 0,2 km² cobertos por água.

## Localidades na vizinhança
O diagrama seguinte representa as localidades num raio de 32 km ao redor de Isla Vista.